# Jade Pradin
Jade Pradin, née le 13 juin 1999 à Toulouse (Haute-Garonne) est une actrice Française.
Elle suit des cours de théâtre dès l'âge de six ans. Elle apparaît pour la première fois au cinéma dans le film Le Grand Appartement, en 2006. Elle est notamment connue grâce à son rôle de Salomé Boissier entre 2009 et 2015, dans la série télévisée Clem. Elle incarne Morgane Tanguy dans plus belle la vie encore plus belle depuis 2024.

## Biographie

### Enfance et formation
Jade Pradin naît le 13 juin 1999 à Toulouse (Haute-Garonne),. Très tôt, la jeune actrice se passionne pour le milieu du cinéma et de la télévision. Dès son entrée en classe de CP, elle commence des cours de théâtre sous la direction de Jean Ferroni. D'une nature sportive, elle pratique la gymnastique rythmique, qu'elle exerce à un niveau national. Elle fait aussi de la danse classique et de l'équitation, discipline où elle a passé un galop 1.
En 2018, elle suit une formation à la Paris Film Academy, situé dans le quinzième arrondissement de la capitale française. Dans cet établissement, elle suit une masterclass, dispensé par Peggy Hall et Debbie McWilliams. Entre 2020 et 2022, elle fréquente le Studio Muller, un établissement de formation pour acteurs et comédiens. En parallèle de ses activités au cinéma et à la télévision, Jade Pradin obtient deux licences, une licence de coach sportif et une autre d'entraîneuse compétition.

### Carrière
À l’âge de 2 ans, Jade Pradin décroche son tout premier rôle dans le téléfilm allemand Retour de flamme, réalisé par Gregor Schnitzler en 2001. En 2004, elle obtient un petit rôle dans la série médicale Le Grand Patron, diffusé sur TF1, où elle donne la réplique à Francis Huster. Pendant ces années-là, elle participe également à deux courts-métrages, C’est pour quand ? réalisé par Katia Lewbowicz, et Piq, de Bosilka Simonovitch. En 2006, elle fait ses premiers pas sur le grand écran dans le film Le Grand Appartement, aux côtés de Laetitia Casta et Pierre Arditi.
En 2009, elle se fait connaître du grand public en incarnant Salomé Boissier, l'un des personnages principaux de Clem, dans la saison 1 de la série. Elle incarne ce personnage durant cinq saisons avant de quitter le casting de la série, n'étant pas en accord sur la direction artistique du personnage. Dans une interview, elle avoue trouver "le scénario proposé un peu trop “hot” pour une lycéenne comme Salomé",. C'est l'actrice du même âge Léa Lopez qui lui succédera dans le personnage de Salomé,.
En 2016, elle joue dans la série Instinct de Jean-Luc Azoulay avant de rejoindre le casting de Nos Chers Voisins la même année, une série télévisée humoristique diffusée sur TF1. En 2020, elle obtient le rôle principal dans le court-métrage Isabella, réalisé par Angélique Magnan. Au cours de cette même année, elle commence à collaborer avec le Studio Radio France, pour lequel elle participe à plusieurs doublage pour l'ONISEP. La jeune actrice avait déjà fait du doublage auparavant, en ayant fait partie notamment de la distribution française de Nouveau départ, un film américain du réalisateur Cameron Crowe, sorti en 2011. En 2023, elle obtient le rôle récurrent de la brigadière Morgane Tanguy dans la série Plus belle la vie, encore plus belle.

## Filmographie
Sauf indication contraire ou complémentaire, les informations mentionnées dans cette section proviennent de la base de données IBDb.

### Cinéma

#### Longs métrages
- 2006 : Le Grand Appartement, de Pascal Thomas : la petite fille

#### Courts métrages
- 2007 : C’est pour quand ?, de Katia Lewbowicz : la petite fille
- 2009 : Pig, de Bosilka Simonovitch : Laura
- 2020 : Isabella, de Angélique Magnan : Isabella/Isadora

### Télévision

#### Téléfilms
- 2001 : Retour de flamme, de Gregor Schnitzler : le bébé
- 2010 : La Loi de mon pays, de Dominique Ladoge :  Evelyne Seban
- 2015 : 200m, de Jérôme Debusschère : Flora

#### Séries télévisées
- 2004 : Le Grand Patron, de Dominique Ladoge : Chloé (1 épisode)
- 2009 - 2015 : Clem, de Pascal Fontanille : Salomé Boissier (rôle principal, 20 épisodes)
- 2016 : Instinct, de Jean-Luc Azoulay : Noémie Foucault (1 épisode)
- 2016 : Nos Chers Voisins, de Marwen Abdallah : la petite amie (1 épisode)
- 2018 : Secret d'Histoire, de Benjamin Lehrer : Anne de Bretagne (3 épisodes)
- 2020 : Commissaire Magellan, de Stéphan Kopecky : Manon Deschamps (1 épisode)
- 2024 - : Plus belle la vie, encore plus belle (série TV) : Morgane Tanguy

### Publicités
- 2006 : Lutte contre le cancer
- 2006 : Sofinco
- 2015 : Sécurité routière
- 2016 : Nexity
- 2017 : Angelina Paris
- 2017 : Heroic Sport
- 2019 : En Voiture Simone !
- 2020 : Castorama
- 2022 : WhatsApp
- 2022 : Axa

## Doublage

### Cinéma

#### Longs métrages
- 2010 : Biutiful, d'Alejandro González Iñárritu : Ana
- 2011 : Marley et moi 2, de Michael Damian : Liesl
- 2011 : Nouveau départ, de Cameron Crowe : une fillette